# Eduard Fuchs (Kulturwissenschaftler)
Eduard Fuchs (* 31. Januar 1870 in Göppingen; † 26. Januar 1940 in Paris) war ein deutscher Kulturwissenschaftler, Historiker, marxistischer Schriftsteller und Kunstsammler.

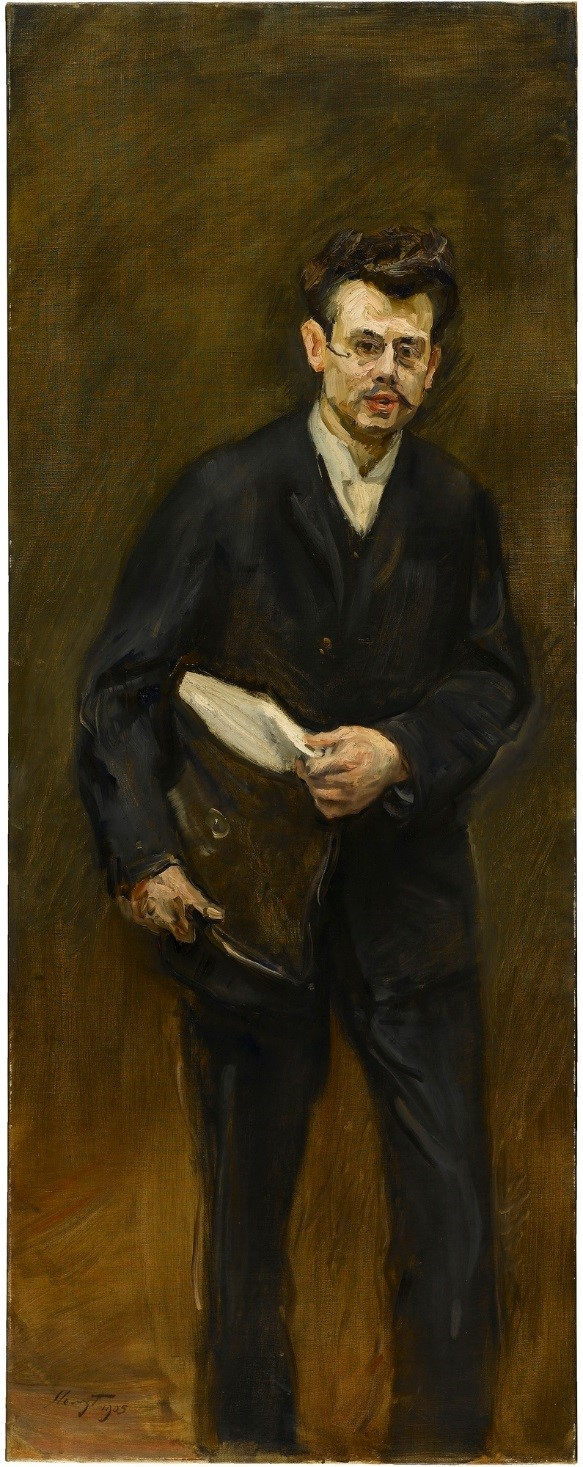
Max Slevogt: Eduard Fuchs, 1905

## Journalistische Laufbahn

### Journalismus
Er wuchs als Sohn eines kleinen Kaufmanns auf, trat 1886 in die damals verbotene Sozialistische Arbeiterpartei (die Vorgängerorganisation der SPD) ein und wirkte als führendes Mitglied im radikalsozialistischen Liederverein Carmina.
Für ein Flugblatt, das er im Januar 1888 herausgab und worin er Kaiser Wilhelm I. als „preußischen Massenmörder“ bezeichnete, wurde er zu fünf Monaten Haft verurteilt. E. Fuchs war 1888 Gründungsmitglied des Vereins der Handlungsgehilfen in Stuttgart. Wegen seiner politischen Tätigkeit wurde er von einem Spitzel denunziert, was fünf Monate Haft wegen Verbreitung verbotener sozialistischer Schriften zur Folge hatte. Fuchs fand im August 1890 zunächst als Anzeigenleiter, dann als Redakteur bei der sozialdemokratischen Münchener Post Anstellung. Im April 1892 gestaltete er die 1.-Mai-Ausgabe der satirischen Zeitschrift Süddeutscher Postillon.
Seine politischen Äußerungen als Redakteur brachten eine Reihe von Anklagen: 1894 wegen „Aufreizung zu Gewalttätigkeiten“, 1897 wegen des Gedichts Enthüllungen (sechs Monate Haft), 1898 wegen Majestätsbeleidigung in Nürnberg (zehn Monate Haft). E. Fuchs verfasste in dieser Zeit sein Buch Karikatur der europäischen Völker. Fünf Tage Haft erhielt er, weil er einen Wirt geohrfeigt hatte, der sozialdemokratische Plakate abriss. 1901 erfolgte sein Umzug nach Berlin, wo er als Redakteur bei der Zeitung Vorwärts seine Tätigkeit weiterführte. Für den Verlag gab er mehrere illustrierte Festnummern zum 1. Mai, Sozialistengesetz, 8. März und zu Ostern heraus. In parteiinternen satirischen Zeitschriften kritisierte er den Revisionismus von Bernstein und David.

### Bücher zur Kulturgeschichte

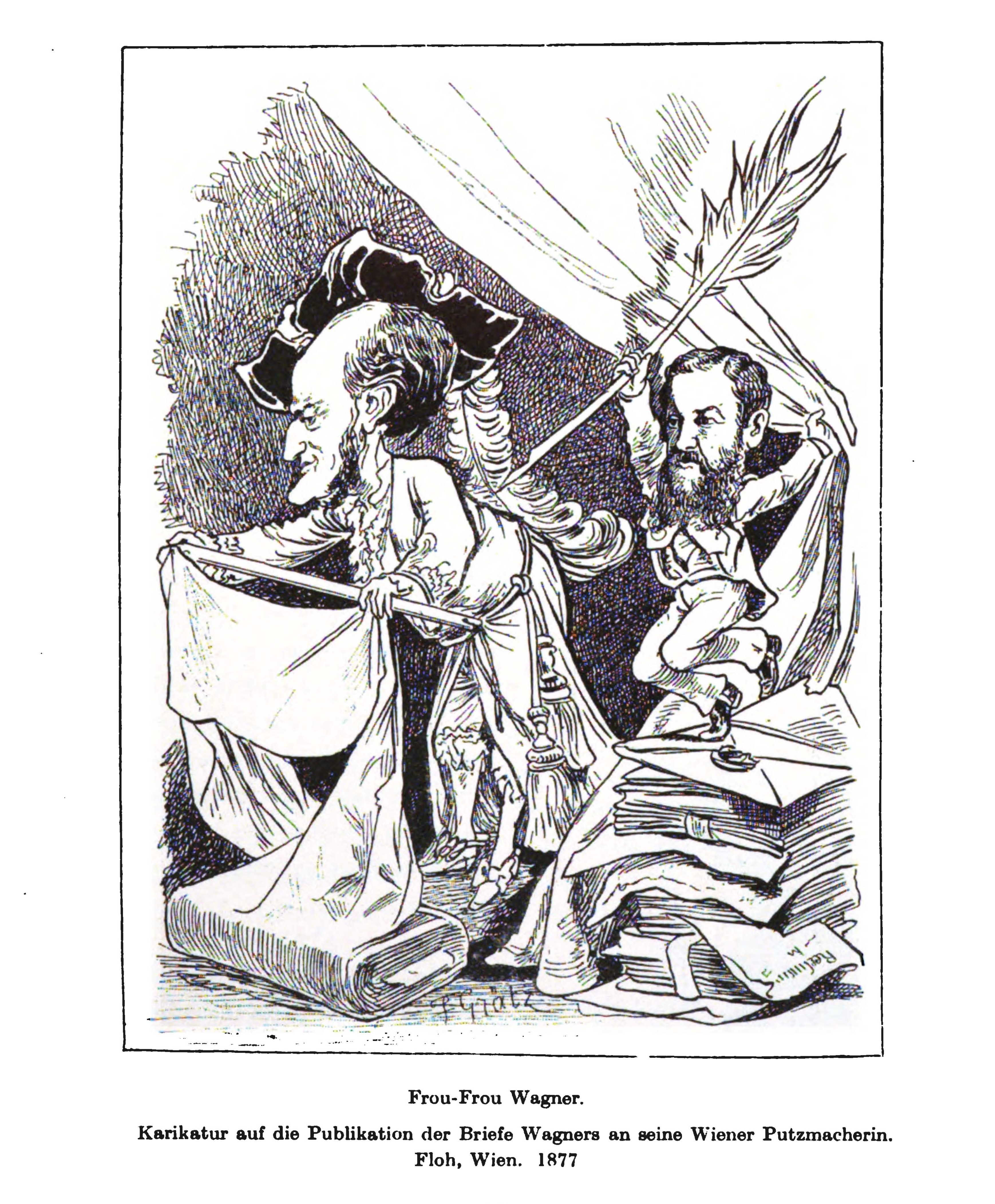
Ernst Kreowski und Eduard Fuchs gaben 1907 einen Band mit Karikaturen über Richard Wagner heraus, darunter diese Karikatur mit Wagner und Daniel Spitzer in der Wiener Zeitschrift „Der Floh“ aus dem Jahre 1877.

Von 1904 bis 1923 verfasste er mehrere Werke zur Kulturgeschichte:
- Die Karikatur der europäischen Völker. München 1904.
- Die Frau in der Karikatur (1905).
- Geschichte der erotischen Kunst (3 Bände, 1908 bis 1923)
- Sittengeschichte (6 Bände, 1902 bis 1912; diese brachte ihm den Beinamen Sittenfuchs ein)
- Der Weltkrieg in der Karikatur (1916).
- Die Juden in der Karikatur (1921).

In mehreren Kunstbänden gab er Werke der Graphiker Honoré Daumier und Paul Gavarni sowie anderer „Großer Meister der Erotik“ heraus.

## Politische Laufbahn

### Von der SPD zur KPD
1913 wurde er Vorstandsmitglied im Deutschen Hilfsverein für die politischen Gefangenen und Verbannten Russlands, in dem auch Karl Liebknecht mitarbeitete. Vom 11. Februar bis 3. Mai 1914 reiste er zusammen mit dem Künstler Max Slevogt nach Ägypten. Als Gegner der sozialdemokratischen Burgfriedenspolitik brach er mit der SPD. Im Sommer 1917 verhandelte er mit den Bolschewiki in Stockholm. 1918 war er Gründungsmitglied des Spartakusbundes. Durch einen Brief Rosa Luxemburgs legitimiert, führte er mit Lenin Gespräche über die Gründung der III. Internationale. 1919 war Fuchs Gründungsmitglied der KPD. Es verband ihn eine enge Freundschaft zu Franz Mehring (nach Mehrings Tod war er sein Nachlassverwalter) und August Thalheimer. Im Juni 1923 war Fuchs Gründungsmitglied der Gesellschaft der Freunde des neuen Rußland und nahm am 15. Mai 1924 an der Neugründung des westeuropäischen Sekretariats der III. Internationale (WES) teil, bei dem er die Funktion des Finanzverwalters übernahm. Er beteiligte sich im August 1925 an der Aktion „Hände weg von China“ der Internationalen Arbeiterhilfe. Fuchs war Mitglied des Denkmalkomitees für den Bau des Revolutionsdenkmals auf dem Zentralfriedhof Friedrichsfelde. Im März 1926 wirkte er mit an einem Aufruf von Intellektuellen für eine Enteignung der Fürsten. 1927 war er im Kuratorium für die Kinderheime der Roten Hilfe und protestierte gegen die Zerstörung der Heinrich-Vogeler-Fresken im Barkenhoff.

### Bruch mit der KPD
1927/28 setzte sich Fuchs dafür ein, dass Heinrich Brandler und andere KPD-Funktionäre, die KPD-intern als „Rechte“ galten, wieder in die Parteiführung aufgenommen werden sollten. Als das scheiterte, brach seine Freundschaft mit Wilhelm Pieck. Am 22. Mai 1928 forderte er in einem Brief an den Komintern-Führer Bucharin, er solle seinen Einfluss gegen die schädliche Politik der KPD geltend machen, und mahnte: „Sobald Fehler nicht mehr rein theoretisch bleiben, sondern sich in der unmittelbaren Praxis auswirken, dauert es immer Monate, ja mit unter sogar Jahre, bis die Arbeiter wieder neues Vertrauen gewonnen haben…“ und setzte sich für Jacob Walcher ein: „Als Gewerkschafter überragt Walcher überhaupt alle um mehr als Haupteslänge“. 1928 trat er aus der KPD aus und schloss sich 1929 der Kommunistischen Partei-Opposition (KPO) an, die er mit einem regelmäßigen Monatsbeitrag von 250 bis 500 Reichsmark unterstützte. 1929 gab er die gesammelten Werke von Franz Mehring heraus. Als Mitarbeiter gewann er Leo Borochowicz und August Thalheimer, von denen er überzeugt war, „dass sie jeden Grad von Selbständigkeit im Denken… gegenüber der großen Idee des Sozialismus besitzen, wie ihn Franz Mehring von sich selbst forderte“.

### Exil
1933 nach der nationalsozialistischen „Machtergreifung“ floh Fuchs nach Frankreich. Seine Kunstsammlung, die vor allem viele impressionistische Werke (Max Liebermann, Max Slevogt) sowie Gemälde, Zeichnungen und nahezu sämtliche Lithographien von Honoré Daumier enthielt, seine Villa und seine einmalige Graphiksammlung wurden von den Nationalsozialisten beschlagnahmt und in drei Auktionen bei Rudolph Lepke in Berlin und einer weiteren bei C. G. Boerner in Leipzig versteigert. Im Pariser Exil unterstützte er seine Freunde der KPO; dort war Fuchs u. a. mit Walter Benjamin befreundet. Im Sommer 1939 orientierte er sich zur KPO-Minderheitsrichtung. Fuchs starb am 26. Januar 1940 in Folge einer Angina Pectoris und wurde am 29. Januar 1940 auf dem Friedhof Père-Lachaise beerdigt, wo auch die Kämpfer der Pariser Kommune und der revolutionäre Künstler Honoré Daumier ruhen. Bereits zuvor hatte sich Fuchs’ Gesundheitszustand verschlechtert. Eine geplante und bereits organisatorisch vorbereitete Reise in die Vereinigten Staaten kam nicht zustande.
Fuchs wurde von seiner zweiten Ehefrau Margarete – genannt Grete, auch Margret Fuchs – überlebt. Sie starb am 7. Juni 1953 im Exil in New York City. Seine Tochter Gertraud aus erster Ehe mit Frida Fuchs (1876–1956) verstarb am 19. Mai 1960.

## Stimmen von Zeitgenossen
Der Maler und Grafiker George Grosz, der mit Fuchs befreundet war und in dessen Haus verkehrte, schilderte ihn in seiner Autobiografie in sehr menschlichen Zügen. Abschließend sagte Grosz: „Eduard Fuchs war eines der ganz wenigen wirklichen Originale unserer Zeit. Ich bin froh, dass ich ihn noch gekannt habe.“

## Schriften
- 1848 in der Caricatur. Ernst, München [1898]
- Die Karikatur der europäischen Völker vom Altertum bis zur Neuzeit. Hofmann, Berlin 1901.
- Die Karikatur der europäischen Völker vom Jahre 1848 bis zur Gegenwart. Hofmann, Berlin 1903.
- Das erotische Element in der Karikatur. Hofmann, Berlin 1904.
- Die Frau in der Karikatur. Langen, München 1906.
- Geschichte der erotischen Kunst. Langen, München:
  - Band 1: Das zeitgeschichtliche Problem. 1908.
  - Band 2: Das individuelle Problem. Erster Teil. 1923.
  - Band 3: Das individuelle Problem. Zweiter Teil. 1926.
- Illustrierte Sittengeschichte:
  - Illustrierte Sittengeschichte vom Mittelalter bis zur Gegenwart. Band 1: Renaissance. Langen, München 1909.
  - Illustrierte Sittengeschichte vom Mittelalter bis zur Gegenwart. Band 2: Die galante Zeit. Langen, München 1910.
  - Illustrierte Sittengeschichte vom Mittelalter bis zur Gegenwart. Band 3: Das bürgerliche Zeitalter. Langen, München 1912.
- Illustrierte Sittengeschichte. Neudruck, Frankfurt am Main 1985:
  - Band 1–2: Renaissance.
  - Band 3–4: Die galante Zeit.
  - Band 5–6: Das bürgerliche Zeitalter.
- mit Alfred Kind: Die Weiberherrschaft in der Geschichte der Menschheit. 2 Bände und 1 Ergänzungsband. Langen, München 1913–1914.
- Der Weltkrieg in der Karikatur. Band 1: Bis zum Vorabend des Krieges. Langen, München 1916, (Lf.1-3 als Digitalisat)
- Die Juden in der Karikatur. Langen, München 1921.
- Die grossen Meister der Erotik. Ein Beitrag zum Problem des Schöpferischen in der Kunst. Langen, München 1930.